# الدوري الكويتي 1997–98
أقيمت بطولة الدوري الكويتي السادسة والثلاثين في موسم 1997/1998، وقد أقيمت بنظام دوري الدمج بطريقة الذهاب والإياب، وقد فاز في هذه البطولة نادي السالمية، وهي المرة الثالثة التي يفوز فيها بلقب الدوري الكويتي.

## ترتيب الفرق
- 1- نادي السالمية 64 نقطة
- 2- نادي كاظمة 55 نقطة
- 3- نادي القادسية الكويتي 50 نقطة
- 4- نادي النصر الكويتي 45 نقطة
- 5- نادي التضامن الكويتي 40 نقطة
- 6- نادي اليرموك 40 نقطة
- 7- نادي الكويت 38 نقطة
- 8- نادي الجهراء 37 نقطة
- 9- نادي العربي الكويتي 35 نقطة
- 10- نادي خيطان 31 نقطة
- 11- نادي الساحل الكويتي 22 نقطة
- 12- نادي الفحيحيل 22 نقطة
- 13- نادي الصليبيخات 20 نقطة
- 14 نادي الشباب الكويتي 9 نقاط

## هداف البطولة
- علي مروي (السالمية) 29 هدف.

## أرقام من البطولة
- أكثر الفرق تحقيقا للفوز هو نادي السالمية بعشرين فوز.
- أقل الفرق تحقيقا للفوز هو نادي الشباب الكويتي بفوزين.
- أكثر الفرق تحقيقا للتعادل هو نادي اليرموك بعشرة تعادلات.
- أقل الفرق تحقيقا للتعادل هما نادي النصر الكويتي ونادي الشباب الكويتي برصيد 3 تعادلات.
- أقل الفرق تعرضا للهزيمة هو نادي السالمية بهزيمتين.
- أكثر الفرق تعرضا للهزائم هو نادي الشباب الكويتي ب21 هزيمة.
- أكثر الفرق تسجيلا للأهداف هو نادي السالمية برصيد 65 هدف.
- أقل الفرق تسجيلا للأهداف هو نادي الشباب الكويتي بعشرة أهداف.
- أقل الفرق استقبالا للأهداف هو نادي السالمية برصيد 18 هدف.
- أكثر الفرق استقبالا للأهداف هو نادي الساحل الكويتي برصيد 55 هدف.